# Stångholmen
Stångholmen is een van de eilanden van de Lule-archipel. Het eiland ligt een kilometer ten zuiden van Svartön. Het eiland is genoemd naar een onderdeel van vissersgereedschap, dat hier van het hout van de bomen werd gemaakt en is tot 10 meter boven zeeniveau, meer dan de meeste andere eilanden in de omgeving. Er komen kanovaarders, die van eiland tot eiland hoppen. Het heeft geen oeververbinding.
De Lule-archipel ligt in het noorden van de Botnische Golf en hoort bij Zweden.